# استیگماتا (فیلم)
استیگماتا (انگلیسی: Stigmata) فیلمی در ژانر ترسناک است که در سال ۱۹۹۹ منتشر شد.

## بازیگران
- پاتریشیا آرکت
- گابریل بیرن
- جاناتان پرایس
- نیا لانگ
- راده سربزیا
- پورشه د روسی
- ان کیوساک
- شان توب